# Węgry na Letnich Igrzyskach Olimpijskich Młodzieży 2010
Węgry na Letnich Igrzyskach Olimpijskich Młodzieży 2010 w Singapurze reprezentowało 51 sportowców w 18 dyscyplinach.

## Skład kadry

### Boks
- Zoltán Harcsa
- József Zsigmond

### Gimnastyka
- Levente Vágner
- Bianka Szabina Mitykó

### Judo
- Barbara Batizi
- Krisztián Tóth

### Kajakarstwo
- Ramóna Farkasdi
- Sándor Totka

### Kolarstwo
- Ferenc Stubán
- Péter Fenyvesi
- Patrik Szaboszlai
- Zsófia Kéri

### Lekkoatletyka
- Réka Czuth
- Fruzsina Fertig
- János Kaplar
- Anasztázia Nguyen
- Diána Szabó
- Balázs Töreky
- Krisztina Váradi

### Łucznictwo
- Sebastian Liszter

### Pięciobój nowoczesny
- Zsófia Földházi
- Gergely Demeter

### Pływanie
- Diána Ambrus
- Péter Bernek
- Bence Biczó
- Ágnes Bucz
- Boglárka Kapás
- Anna Olasz
- Zsombor Gyula Szána
- Balázs Zámbó

### Podnoszenie ciężarów
- Lilla Berki

### Strzelectwo
- Katinka Szijj
- István Kapás
- Csaba Bartók

### Szermierka
- Antal Györgyi
- András Szatmári
- Dóra Lupkovics

### Tenis
- Tímea Babos
- Márton Fucsovics
- Máté Zsiga

### Tenis stołowy
- Tamás Lakatos
- Mercédesz Nagyváradi

### Triathlon
- Gábor Hankó
- Eszter Dudás

### Wioślarstwo
- Márk Bíró
- Hella Kiss
- Szimóna Uglik

### Zapasy
- Adrián Kránitz
- Zsanett Németh

### Żeglarstwo
- Péter Bathó
- András István  Nikl